# Wörthersee Radweg
Der Wörthersee Radweg R4 verläuft rund um den Wörthersee in Kärnten, Österreich.

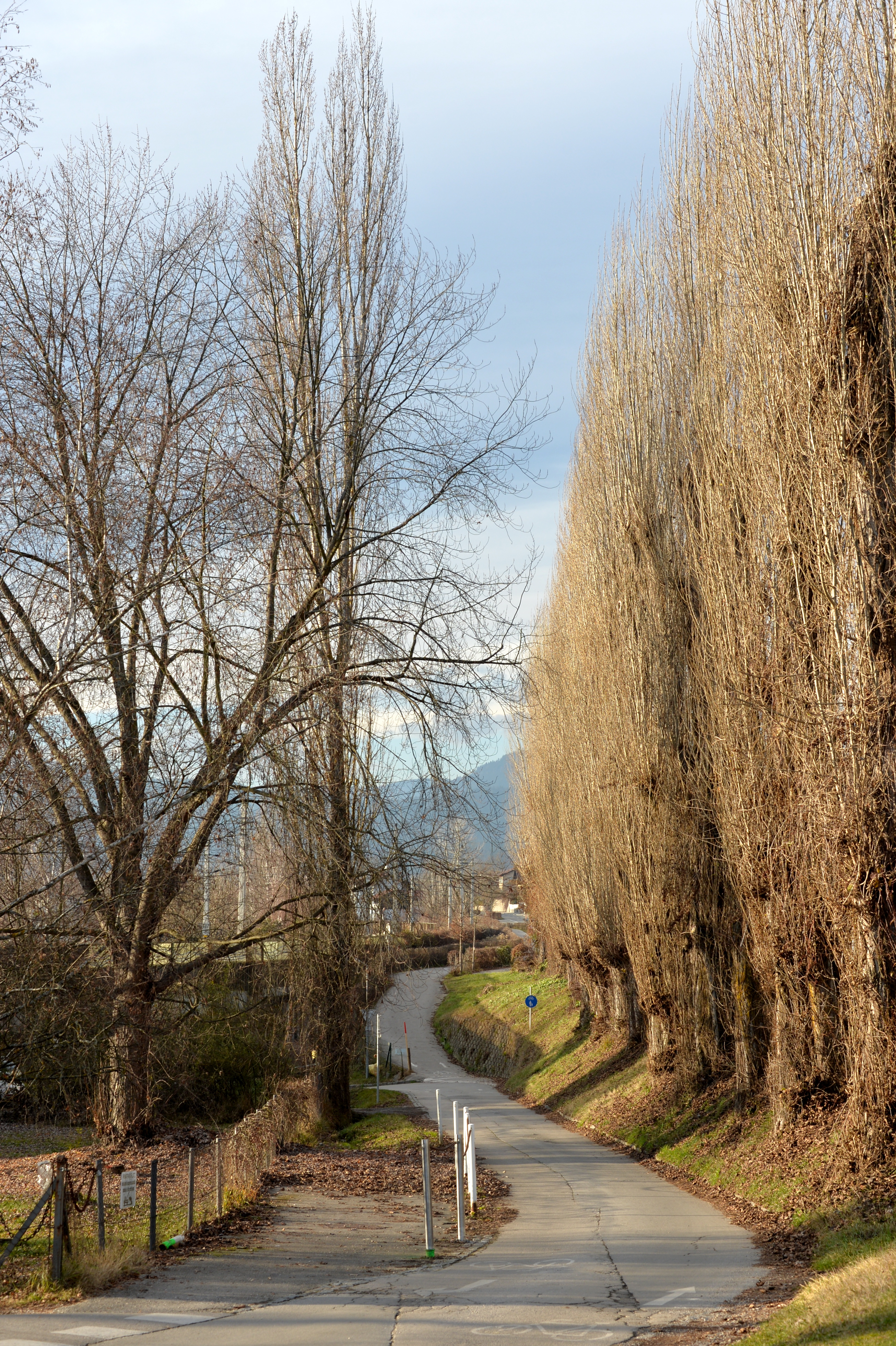
Radweg bei Pritschitz, Gemeinde Pörtschach

## Streckenverlauf
Der Radweg beginnt beim Schloss in Velden und verläuft erst am Südufer des Wörthersees entlang nach Klagenfurt und am Nordufer zurück nach Velden. Da der Radweg ein Rundweg ist, sind auch andere Startpunkte möglich. Teilweise wird auch nur die Strecke am Nordufer beschrieben.
Von Pörtschach bis Velden verläuft der Radweg entlang der stark befahrenen Bundesstraße B83.

### Gemeinden, Orte
Der Radweg führt durch die Gemeinden 
- Velden am Wörthersee
- Schiefling am Wörthersee
- Maria Wörth
- Klagenfurt
- Krumpendorf am Wörthersee
- Pörtschach am Wörther See

### Sehenswürdigkeiten
Minimundus in Klagenfurt, etwa 500 m östlich ist über den Radweg R4B erreichbar. 

## Anbindung an den Öffentlichen Verkehr
Der Startpunkt Velden ist ebenso wie Klagenfurt regelmäßig durch Züge mit Fahrradmitnahme erreichbar.